# L'Estret (Sant Quirze Safaja)
L'Estret és un pas de camí de muntanya situat a 686,7 metres d'altitud, en el terme municipal de Sant Quirze Safaja, a la comarca del del Moianès.
Està situat a l'extrem meridional de la Serra de la Rovireta, a llevant del poble de Sant Quirze Safaja i de les masies del Cerdà i de Can Torrents, i al nord dels Camps del Collell i del paratge del Collell.